# Fatkhullo Fatkhuloev
Fatkhullo Fatkhuloev (tiếng Tajik: Фатҳулло Фатҳуллоев; sinh ngày 24 tháng 3 năm 1990) là một cầu thủ bóng đá Tajikistan thi đấu ở vị trí tiền vệ cho câu lạc bộ tại Giải bóng đá vô địch quốc gia Uzbekistan Buxoro và đội tuyển quốc gia Tajikistan.

## Sự nghiệp

### Câu lạc bộ
Ngày 30 tháng 12 năm 2017, Fatkhuloev ký bản hợp đồng 1 năm với câu lạc bộ Liga 1 Indonesia Persela Lamongan, nhưng giải phóng từ câu lạc bộ ngày 5 tháng 2 năm 2018.

### Quốc tế
Fatkhuloev cũng gia nhập Giải vô địch bóng đá U-17 thế giới 2007 tổ chức ở Hàn Quốc.

## Thống kê sự nghiệp

### Câu lạc bộ
Tính đến trận đấu diễn ra ngày 30 tháng 9 năm 2019
| Câu lạc bộ          | Mùa giải            | Giải vô địch                             | Giải vô địch | Giải vô địch | Cúp Quốc gia | Cúp Quốc gia | Châu lục | Châu lục  | Khác    | Khác      | Tổng    | Tổng      |
| Câu lạc bộ          | Mùa giải            | Hạng đấu                                 | Số trận      | Bàn thắng    | Số trận      | Bàn thắng    | Số trận  | Bàn thắng | Số trận | Bàn thắng | Số trận | Bàn thắng |
| ------------------- | ------------------- | ---------------------------------------- | ------------ | ------------ | ------------ | ------------ | -------- | --------- | ------- | --------- | ------- | --------- |
| Istiklol            | 2010                | Giải bóng đá vô địch quốc gia Tajikistan |              |              |              |              | –        | –         | 1       | 0         | 1       | 0         |
| Istiklol            | 2011                | Giải bóng đá vô địch quốc gia Tajikistan |              |              |              |              | 5        | 3         | 1       | 0         | 6       | 3         |
| Istiklol            | 2012                | Giải bóng đá vô địch quốc gia Tajikistan |              |              |              |              | 5        | 1         | 1       | 0         | 6       | 1         |
| Istiklol            | 2013                | Giải bóng đá vô địch quốc gia Tajikistan | 16           | 2            |              |              | –        | –         | –       | –         | 16      | 2         |
| Istiklol            | 2014                | Giải bóng đá vô địch quốc gia Tajikistan | 13           | 6            | 5            | 2            | –        | –         | 1       | 0         | 19      | 8         |
| Istiklol            | 2015                | Giải bóng đá vô địch quốc gia Tajikistan | 14           | 9            | 5            | 5            | 11       | 1         | 1       | 1         | 31      | 16        |
| Istiklol            | 2016                | Giải bóng đá vô địch quốc gia Tajikistan | 16           | 10           | 7            | 2            | 6        | 1         | 1       | 0         | 30      | 13        |
| Istiklol            | 2017                | Giải bóng đá vô địch quốc gia Tajikistan | 19           | 7            | 4            | 1            | 11       | 0         | 1       | 0         | 35      | 8         |
| Istiklol            | Tổng                | Tổng                                     | 78           | 35           | 21           | 10           | 38       | 6         | 7       | 1         | 144     | 51        |
| Persela Lamongan    | 2018                | Liga 1                                   | 0            | 0            | 0            | 0            | –        | –         | 0       | 0         | 0       | 0         |
| Istiklol            | 2018                | Giải bóng đá vô địch quốc gia Tajikistan | 19           | 4            | 5            | 2            | 6        | 3         | 1       | 0         | 32      | 9         |
| Istiklol            | 2019                | Giải bóng đá vô địch quốc gia Tajikistan | 6            | 3            | 0            | 0            | 7        | 1         | 1       | 0         | 14      | 4         |
| Istiklol            | Tổng                | Tổng                                     | 25           | 7            | 5            | 2            | 13       | 4         | 2       | 0         | 46      | 13        |
| Buxoro              | 2019                | Giải bóng đá vô địch quốc gia Uzbekistan | 8            | 1            | 0            | 0            | –        | –         | –       | –         | 8       | 1         |
| Tổng cộng sự nghiệp | Tổng cộng sự nghiệp | Tổng cộng sự nghiệp                      | 111          | 43           | 26           | 13           | 51       | 10        | 9       | 1         | 197     | 65        |

### Quốc tế
| Đội tuyển quốc gia Tajikistan | Đội tuyển quốc gia Tajikistan | Đội tuyển quốc gia Tajikistan |
| Năm                           | Số trận                       | Bàn thắng                     |
| ----------------------------- | ----------------------------- | ----------------------------- |
| 2007                          | 2                             | 0                             |
| 2008                          | 7                             | 1                             |
| 2009                          | 1                             | 0                             |
| 2010                          | 6                             | 2                             |
| 2011                          | 10                            | 0                             |
| 2012                          | 6                             | 0                             |
| 2013                          | 4                             | 2                             |
| 2014                          | 5                             | 2                             |
| 2015                          | 7                             | 2                             |
| 2016                          | 7                             | 0                             |
| 2017                          | 8                             | 0                             |
| 2018                          | 1                             | 0                             |
| 2019                          | 4                             | 0                             |
| Tổng                          | 68                            | 9                             |

Thống kê chính xác đến trận đấu diễn ra ngày 14 tháng 11 năm 2019

### Bàn thắng quốc tế
Tỉ số và kết quả liệt kê bàn thắng của Tajikistan trước.
| #  | Ngày                | Địa điểm                                              | Đối thủ     | Tỉ số | Kết quả | Giải đấu                                     |
| -- | ------------------- | ----------------------------------------------------- | ----------- | ----- | ------- | -------------------------------------------- |
| 1. | 13 tháng 8 năm 2008 | Sân vận động Ambedkar, New Delhi, Ấn Độ               | Ấn Độ       | 1–3   | 1–4     | Cúp Challenge AFC 2008                       |
| 2. | 18 tháng 2 năm 2010 | Sân vận động Sugathadasa, Colombo, Sri Lanka          | Sri Lanka   | 2–0   | 3–1     | Cúp Challenge AFC 2010                       |
| 3. | 18 tháng 2 năm 2010 | Sân vận động Sugathadasa, Colombo, Sri Lanka          | Sri Lanka   | 3–1   | 3–1     | Cúp Challenge AFC 2010                       |
| 4. | 4 tháng 6 năm 2013  | Sân vận động Pamir, Dushanbe, Tajikistan              | Afghanistan | 1–1   | 3–2     | Giao hữu                                     |
| 5. | 14 tháng 8 năm 2013 | 20 Years of Independence Stadium, Khujand, Tajikistan | Ấn Độ       | 2–0   | 3–0     | Giao hữu                                     |
| 6. | 8 tháng 8 năm 2014  | Sân vận động Pamir, Dushanbe, Tajikistan              | Malaysia    | 3–1   | 4–1     | Giao hữu                                     |
| 7. | 4 tháng 9 năm 2014  | Borisov Arena, Barysaw, Belarus                       | Belarus     | 1–1   | 1–6     | Giao hữu                                     |
| 8. | 26 tháng 3 năm 2015 | Male' Sports Complex, Malé, Maldives                  | Maldives    | 1–0   | 2–0     | Giao hữu                                     |
| 9. | 16 tháng 6 năm 2015 | Sân vận động Quốc gia Bangabandhu, Dhaka, Bangladesh  | Bangladesh  | 1–1   | 1–1     | Vòng loại giải vô địch bóng đá thế giới 2018 |

## Danh hiệu

### Câu lạc bộ
Istiklol
- Giải bóng đá vô địch quốc gia Tajikistan (6): 2010, 2011, 2014, 2015, 2016[13], 2017[14]
- Cúp bóng đá Tajikistan (5): 2009, 2010, 2013, 2014, 2016[15]
- Siêu cúp bóng đá Tajikistan (4): 2014, 2015, 2016,[16] 2018[17]
- Cúp Chủ tịch AFC (1): 2012